# 朴恵淑
朴 恵淑（パク　ケイシュク　HyeSook PARK 、1954年4月20日 - ）は、韓国の環境地理学者。ソウル特別市出身。
梨花女子大学校師範大学校社会生活学科卒、同学科大学院修了。その後日本へと留学し、筑波大学大学院地球科学研究科博士課程を修了した。2000年より三重大学人文学部教授。2011年4月1日より三重大学の理事・副学長となり、日本の国立大学において初めての外国人副学長となった。WHOアジア太平洋環境保健センター（WHOACE）初代所長。

## 学歴
- 1974.03.01.    韓国梨花女子大学校師範大学社会生活学科地理専攻入学
- 1978.02.27.    韓国梨花女子大学校師範大学社会生活学科地理専攻卒業
- 1981.03.01.    韓国梨花女子大学校大学院社会生活学科地理専攻入学
- 1983.02.28.    韓国梨花女子大学校大学院社会生活学科地理専攻修了（修士）
- 1983.04.01.    筑波大学大学院博士課程地球科学研究科地理学・水文学専攻研究生
- 1984.04.01.    筑波大学大学院博士課程地球科学研究科地理学・水文学専攻3年次編入学
- 1987.03.25.    筑波大学大学院博士課程地球科学研究科地理学・水文学専攻修了（理学博士）(Ph.D. Thesis of Doctor of Science, The University of Tsukuba) “VARIATIONA IN THE URBAN HEAT ISLAND INTENSITY AFFECTED BY GEOGRAPHICAL ENVIRONMENTS” by Hye-Sook PARK

## 職歴
- 1987年 4月 - 筑波大学大学院環境化学研究科文部技官
- 1988年 8月 - アメリカ合衆国テキサス州ヒューストン大学　地球科学研究科ポストドクトラル・フェロー
- 1991年12月 - 筑波大学地球科学研究科外国人研究者
- 1993年 4月 - 三菱化学生命科学研究所特別研究員
- 1995年 4月 - 三重大学人文学部文化学科助教授
- 2000年 4月 - 三重大学人文学部文化学科教授
- 2007年 4月 - 三重大学学長補佐
- 2011年 4月 - 三重大学理事・副学長
- 2021年10月 - WHOアジア太平洋環境保健センター(WHOACE)初代所長

## 受賞歴
- 2025.04.16. 第61回（令和7)「三重県民功労者」表彰（三重県）
- 2024.03.19.    2023年度「日本地理学会功労賞」受賞
- 2023.05.31.    三重大学賞「環境・SDGs・女性教職員分野」受賞  (MIE UNIVERSITY AWARD)
- 2015.10.29.    第21回「日韓国際環境賞 The Asian Environmental Awards 2015」（毎日新聞・韓国朝鮮日報共催）
- 2012.12.12.    平成24年度地球温暖化防止活動「環境大臣賞」（環境省）
- 2012.10.07.    第3回「津田梅子賞」（津田塾大学）
- 2008.05.31.    韓国梨花女子大学校創立122周年及び総同窓会創立100周年記念「輝かしい梨花人」受賞
- 1978.02.28.    韓国梨花女子大学校優等賞
- 1974.02.28.    韓国赤十字社青少年部(RCY)功労賞

## 業績

### 著書
- 地球環境問題とは何か (1995.4.), 韓国図書出版タニム, 朴  恵淑・朴　鐘館共訳, 米本昌平著, 岩波新書, 218ページ.（韓国語）.
- Climate Change and Plants in East Asia (1996), Variations in the Plant Phenology Affected by Global Warming in Chap. I. Modeling and Prediction, Masatoshi Yoshino and Hye-Sook Park, Springer- Verlag, Tokyo, pp.93 – 107 (215ページ).
- エルニーニョと地球環境El Nino & Global Environment (1999.10.), エルニーニョと植物季節,朴　恵淑・吉野正敏, 気候影響・利用研究会編, 成山堂書店, pp.113 – 128.　改訂増補版(2001), pp.146 – 161 (213ページ).
- わたしたちの学校は「まちの大気環境測定局」(2000.8.), 朴　恵淑・長屋祐一, 三重県人権問題研究所, 80ページ.
- 環境地理学の視座 (2003.2.), 朴　恵淑・野中健一, 昭和堂, 244ページ.
- 環境快適都市をめざしてー四日市公害からの提言(2004.5.), 上野達彦・朴　恵淑編著, 中央法規, 342ページ.
- 地球を救う暮らし方(2005.3), 朴　恵淑・歌川　学著, 解放出版社, 127ページ.
- 四日市学ー未来をひらく環境学へ(2005.7.), 朴　恵淑・上野達彦・山本真吾・妹尾允史, 風媒社, 232ページ.
- 四日市学講義(2007.7.), 朴　恵淑編, 風媒社, 304ページ.
- エルニーニョ・ラニーニャ現象—地球環境と人間社会への影響—El Nino/ La Nina Event-Impact upon Global Environmental and Human Society (2010.11.), エルニーニョ現象と植物季節, 朴　恵淑・吉野正敏, 気候影響・利用研究会編, 成山堂書店, pp.156 – 171 (253ページ).
- 四日市公害の過去・現在・未来を問う　「四日市学」の挑戦(2012.７.), 朴　恵淑編, 風媒社, 272ページ.
- 亀山学(2016.3.20.), 朴　恵淑編, 風媒社, 237ページ.
- 三重学(2017.3.30), 朴　恵淑編著, 風媒社, 359ページ.
- 環境共生の歩み〜四日市公害からの再生・地球環境問題・SDGs〜(2019.10.10.), 野中ともよ・朴　恵淑・種橋潤治・馬路人美・鶴巻良輔・岡田昌彰・森　智広・那須民江・沖　大幹・溝　口勝・遠藤和重共著, 明石書店, 190ページ.
- 水道を語る〜大学・地域の水環境教育とユネスコESD・国連SDGsとの連携(2019.11.), 朴　恵淑他共著, 水を語る会編, 日本水道新聞社, 284ページ.
- 持続可能な三重創生とSDGs経営(2021.11.20.), 朴　恵淑・矢野竹男編, 風媒社, 226ページ.
- “YOKKAICHI Studies” Learned from the YOKKAICHI Air Pollution for Environmental Policy and International Environmental Cooperation in Asia (2021.11.), Hye-Sook PARK, Springer Nature. [ Overcoming Environmental Risks to Achieve Sustainable Development Goals - Lessons from the Japanese Experience] , 176p, 47 – 53.
- Comparisons between Tianjin and Yokkaichi City of Air Pollution Improvement Process – In Reviewing Yokkaichi Air Pollution (2022) Ruiyi Tao, Norihiro Nishimura and Hye-Sook Park, Sustainability

#### 監修
- 実践韓国語（初級）(2009.3.), 朴　恵淑監修（朴　貞淑著）, ふくろう出版, 88ページ.
- 実践韓国語（初・中級）(2015.4.), 朴　恵淑監修（朴　貞淑著）, ふくろう出版, 101ページ.